# Gran Premio de Estados Unidos de Motociclismo de 2005
El Gran Premio de Estados Unidos de Motociclismo de 2005 (oficialmente Red Bull U.S. Grand Prix) fue la  octava prueba del Campeonato del mundo de 2005. Tuvo lugar en el fin de semana del 8 al 10 de julio de 2006 en el circuito de Laguna Seca, situado en Monterey, estado de California, Estados Unidos.
Solo estaba programada La categoría de MotoGP, que fue ganada por Nicky Hayden, completaron el podio Colin Edwards y Valentino Rossi.

## Resultados MotoGP
| Pos     | Piloto           | Constructor | Vueltas | Tiempo    | Parrilla | Puntos |
| ------- | ---------------- | ----------- | ------- | --------- | -------- | ------ |
| 1       | Nicky Hayden     | Honda       | 32      | 45:15.374 | 1        | 25     |
| 2       | Colin Edwards    | Yamaha      | 32      | +1.941    | 5        | 20     |
| 3       | Valentino Rossi  | Yamaha      | 32      | +2.312    | 2        | 16     |
| 4       | Max Biaggi       | Honda       | 32      | +4.216    | 7        | 13     |
| 5       | Sete Gibernau    | Honda       | 32      | +4.478    | 13       | 11     |
| 6       | Troy Bayliss     | Honda       | 32      | +22.381   | 4        | 10     |
| 7       | Makoto Tamada    | Honda       | +22.493 | 32        | 9        | 9      |
| 8       | John Hopkins     | Suzuki      | 32      | +23.148   | 6        | 8      |
| 9       | Shinya Nakano    | Kawasaki    | 32      | +23.625   | 10       | 7      |
| 10      | Loris Capirossi  | Ducati      | 32      | +26.123   | 14       | 6      |
| 11      | Rubén Xaus       | Yamaha      | 32      | +43.512   | 16       | 5      |
| 12      | Alex Hofmann     | Kawasaki    | 32      | +50.957   | 15       | 4      |
| 13      | Toni Elías       | Yamaha      | 32      | +51.343   | 17       | 3      |
| 14      | Kenny Roberts Jr | Suzuki      | 32      | +1:13.749 | 12       | 2      |
| 15      | Shane Byrne      | Proton      | 32      | +1:24.256 | 19       | 1      |
| 16      | James Ellison    | Blata       | 32      | +1:24.524 | 20       |        |
| 17      | Franco Battaini  | Blata       | 31      | +1 vuelta | 21       |        |
| Ret     | Roberto Rolfo    | Ducati      | 30      | Retirado  | 18       |        |
| Ret     | Carlos Checa     | Ducati      | 8       | Caída     | 8        |        |
| Ret     | Marco Melandri   | Honda       | 0       | Caída     | 11       |        |
| Ret     | Alex Barros      | Honda       | 0       | Caída     | 3        |        |
| Fuente: |                  |             |         |           |          |        |